# Fokker F.V
El Fokker F.V va ser un avió comercial holandès creat per Fokker en la dècada de 1920. La característica més interessant del F.V era que es podia configurar com a biplà o un monoplà, ja que es podia eliminar l'ala inferior. No va ser un èxit i només es va construir un.